# Lewis Lofton
Lewis Lofton (ur. 5 października 1972) – amerykański koszykarz, występujący na pozycjach rzucającego obrońcy oraz skrzydłowego, po zakończeniu kariery zawodniczej trener koszykarski.
W 2003 otrzymał polskie obywatelstwo.
Od 2010 jest trenerem obozu szkoleniowego Utah Hustle Basketball, a od 2011 prowadzi zespół LCA Head Girls Varsity. W 2011 został mianowany dyrektorem Global Basketball Summer League Camp.

## Osiągnięcia
NCAA
- Uczestnik rozgrywek Round of 32 turnieju NCAA (1995)
- Mistrz turnieju konferencji Big Sky (1995)
- 2-krotny mistrz sezonu zasadniczego konferencji Big Sky (1994, 1995)[2]

Drużynowe
- Awans do PLK:
  - z Basketem Kwidzyn (2007)
  - ze Sportino Inowrocław (2008)
- Uczestnik FIBA EuroCup Challenge (2005)

Indywidualne
- Uczestnik meczu gwiazd:
  - Polska - Gwiazdy PLK (2004)[3]
  - ligi Korei Południowej (2000, 2001)[2]
  - ligi wenezuelskiej (1999)[2]
- Lider:
  - ligi chilijskiej w rzutach za 3 punkty (1996)[2]
  - play-off PLK w średniej przechwytów (2005)[4]

Trenerskie
- Trener Roku GBSL (2013)[5]